# Goodnight Lovers
Singles de Depeche Mode
Freelove
(2001) Enjoy the Silence 2004
(2004)
Pistes de Exciter
I Am You
(12)
Goodnight Lovers est le trente-neuvième single de Depeche Mode. Il est sorti le 11 février 2002 en Europe et le lendemain aux États-Unis. Il s'agit de la dernière piste de l'album Exciter et du quatrième et dernier single extrait de cet album.  La Face B est une version acoustique de la chanson When the Body Speaks.

## Liste des pistes
1. Goodnight Lovers - 3:48
2. When the Body Speaks (Acoustic) - 6:00
3. The Dead of Night (Electronicat Remix) - 7:38
4. Goodnight Lovers (Isan Falling Leaf Mix) - 5:53

## Classements
| Pays                         | Classement |
| ---------------------------- | ---------- |
| Danemark (Tracklisten)       | 7          |
| France (SNEP)                | 64         |
| Allemagne (Media Control AG) | 15         |
| Italie (FIMI)                | 16         |
| Espagne (PROMUSICAE)         | 4          |
| Suède (Sverigetopplistan)    | 33         |